# Леопард колоколо
Леопард колоколо (Leopardus colocolo) — невеликий південноамериканський плямисто-смугастий хижий ссавець із роду леопард (лат. Leopardus) родини котових (Felidae). Назва ймовірно пов'язана з давнім арауканським героєм Колоколо. Кішка мешкає на західних схилах Анд та півночі Чилі. Донедавна колоколо включав у себе наразі незалежні види пампаської (Leopardus pajeros) та пантанальської кішки (Leopardus braccatus). Деякі вчені все ще приписують ці два види до колоколо. 

## Таксономічні примітки
В 1994 Гарсія Переа (ісп. Garcia Perea) припустив, що цей вид можна розділити на 3 окремих види: Lynchailurus colocolo, L. pajeros, та L. braccatus на основі морфологічних ознак. Однак генетичний аналіз підтримує існування популяційного поділу в цьому виді, але не на рівні видів (Johnson et al. 1999). Генетичний підрозділ (Уругвай та південна частина Бразилії; Болівія та північна частина Чилі, західна Аргентина і центральний Чилі: Johnson et al. 1999) дещо відрізняється від підрозділів, визнаних Гарсією Переєю на основі морфології (центральний Чилі; Анди від Еквадору і з півдня через Аргентину та Уругвай, Парагвай і Бразилію).
Крім того, в 2007 Коссіос (ісп. Cossios) та Аньєрс (ісп. Angers) знайшли шість високо розбіжних клад у генетичному аналізі Андського населення (Перу, Болівія, Аргентина). Підвидоподібні та географічні підрозділи у цьому виді вимагають подальшого вивчення. Зона гібридизації між L. colocolo і L. tigrinus була знайдена шляхом генетичних аналізів зразків із центральної Бразилії (Johnson et al. 1999, Eizirik et al. 2007).

## Систематика
Якщо розглядати Leopardus braccatus (пантанальська кішка) і Leopardus pajeros (пампаська кішка) окремими видами, Колоколо поділятиметься на два підвиди:
- L. c. colocolo: забарвлення червоно або темно-сіре з іржаво-коричневими смугами на боках і двома смугами на кожній щоці, корицева верхня сторона вух із чорними краями та кінчиками. Є 4–5 червонуватих кілець на хвості (зовнішні два темніші), темно-коричневі смуги на ногах, чорні плями на грудях, і білуватий низ із іржаво-вохровими смугами. Підвид мешкає в центральній частині Чилі в субтропічних, ксерофітних лісах на висотах до 1,800 метрів.
- L. c. wolffsohni: подібний зовнішній вигляд, але боки мають великі, червоно-коричневі розеткоподібні плями з темнішими кордонами, верхня сторона вух чорна з сіруватою основою і невеликою сірою плямою. Є, як правило, 8 кілець на хвості (того ж кольору, що бокові плями), а також насичено темно-коричневі (майже чорні) смуги на ногах і плями / смуги на нижніх частинах тіла. Живе в північній частині Чилі в колючих чагарниках і парамо. Три особини були сфотографовані на висотах між 2,000 і 4,100 метрів.

Зовні колоколо відрізняється від пантанальської кішки більшим розміром, кольором волосяного покриву і малюнком на хутрі. Деякі пампаські кішки такого ж розміру, як колоколо; деякі підвиди пампаської кішки мають той же колір волосяного покриву і малюнок як колоколо з підвиду L. c. wolffsohni

## Генетика
Генетичні дослідження показали, що філогенетична роду Leopardus відокремилася від лінії спільного предка 8 млн років тому. Найближчі види L. jacobita й L. colocolo розділились трохи більше ніж 1.5 млн років тому.
Філогенетичне древо роду Leopardus

|  | Leopardus pardalis — Оцелот |
|  |                             |
|  | Leopardus wiedii — Маргай   |
|  |                             |

|  | Leopardus colocolo — Колоколо      |
|  |                                    |
|  | Leopardus jacobita — Андська кішка |
|  |                                    |

|  | Leopardus tigrinus — Онцила                                                                        |
|  | |
|  | \| \| Leopardus guigna — Кодкод \| \| \| \| \| \| Leopardus geoffroyi — Леопард Жофруа \| \| \| \| |
|  | |
|  | Leopardus guigna — Кодкод                                                                          |
|  | |
|  | Leopardus geoffroyi — Леопард Жофруа                                                               |
|  | |

|  | Leopardus guigna — Кодкод            |
|  |                                      |
|  | Leopardus geoffroyi — Леопард Жофруа |
|  |                                      |

|  | Leopardus colocolo — Колоколо      |
|  |                                    |
|  | Leopardus jacobita — Андська кішка |
|  |                                    |

|  | Leopardus tigrinus — Онцила                                                                        |
|  | |
|  | \| \| Leopardus guigna — Кодкод \| \| \| \| \| \| Leopardus geoffroyi — Леопард Жофруа \| \| \| \| |
|  | |
|  | Leopardus guigna — Кодкод                                                                          |
|  | |
|  | Leopardus geoffroyi — Леопард Жофруа                                                               |
|  | |

|  | Leopardus guigna — Кодкод            |
|  |                                      |
|  | Leopardus geoffroyi — Леопард Жофруа |
|  |                                      |

|  | Leopardus pardalis — Оцелот |
|  |                             |
|  | Leopardus wiedii — Маргай   |
|  |                             |

|  | Leopardus colocolo — Колоколо      |
|  |                                    |
|  | Leopardus jacobita — Андська кішка |
|  |                                    |

|  | Leopardus tigrinus — Онцила                                                                        |
|  | |
|  | \| \| Leopardus guigna — Кодкод \| \| \| \| \| \| Leopardus geoffroyi — Леопард Жофруа \| \| \| \| |
|  | |
|  | Leopardus guigna — Кодкод                                                                          |
|  | |
|  | Leopardus geoffroyi — Леопард Жофруа                                                               |
|  | |

|  | Leopardus guigna — Кодкод            |
|  |                                      |
|  | Leopardus geoffroyi — Леопард Жофруа |
|  |                                      |

|  | Leopardus colocolo — Колоколо      |
|  |                                    |
|  | Leopardus jacobita — Андська кішка |
|  |                                    |

|  | Leopardus tigrinus — Онцила                                                                        |
|  | |
|  | \| \| Leopardus guigna — Кодкод \| \| \| \| \| \| Leopardus geoffroyi — Леопард Жофруа \| \| \| \| |
|  | |
|  | Leopardus guigna — Кодкод                                                                          |
|  | |
|  | Leopardus geoffroyi — Леопард Жофруа                                                               |
|  | |

|  | Leopardus guigna — Кодкод            |
|  |                                      |
|  | Leopardus geoffroyi — Леопард Жофруа |
|  |                                      |

## Ареал
Мешкає на трав'янистих рівнинах Південної Америки (Аргентина, Болівія, Бразилія, Чилі, Еквадор, Парагвай, Перу, Уругвай), серед чагарників, рідколісся, й зрідка у заплавах бразильських пантанал і в напівпосушливих холодних пустелях Патагонії. Зустрічається у високогірних районах Анд, хоча вид був записаний на висотах більш ніж 5,000 м (Nowell & Jackson 1996), більшість записів стосуються більш низьких висот (в середньому 3,567 м, в порівнянні з 4,236 для андської кішки (Perovic et al. , 2003).
В 2016 році вперше колоколо було виявлено в пустелі Сечура.

## Зовнішній вигляд
Довжина голови й тіла: 42–79 см, довжина хвоста: 22–33 см, вага: 3—3.7 кг. Висота в плечах 300–350 мм. Забарвлення від жовтувато-білого й сірувато-жовтого до коричневого, сіро-коричневого, сріблясто-сірого й світло-сірого. Поперечні жовті чи коричневі смуги присутні на спині та боках. Дві смужки йдуть від очей по щоках і зустрічаються під горлом. Колір, малюнок і текстура шерсті значно змінюється протягом широкого діапазону проживання колоколо. Хутро довге. Хвіст пухнастий. Мордочка широка. Вуха загострені.

## Життя

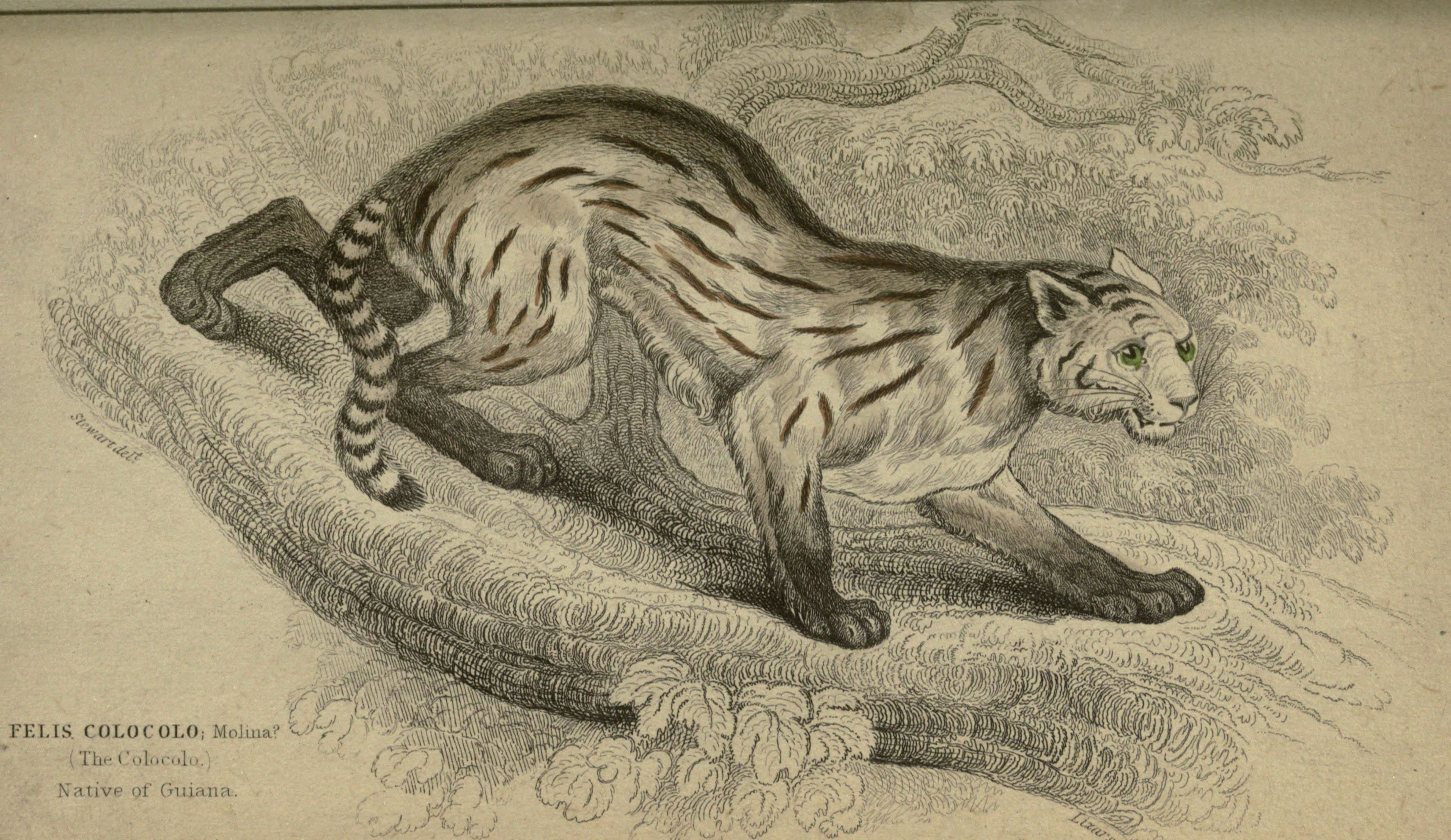
Замальовка Вільяма Жардіна 1846

### Поведінка
Колоколо — перш за все нічні мисливці, але їх нерідко зустрічали під час полювання і в денний час. Кішка в основному наземна тварина, але при потребі може залізти на дерево. Вокальний репертуар подібний до репертуару інших малих котячих, і включає шипіння, фиркання, нявкання, булькання і муркотіння. Довге хутро на спині, яке може бути до семи сантиметрів у довжину, стоїть прямо, коли кішка нервує або налякана, створюючи видимість що вона набагато більша, ніж насправді.

### Живлення
Колоколо полює на малих ссавців, таких як кавієві та віскаші, птахів (наприклад, схованохвости), а також на ящірок і великих комах.

### Життєвий цикл
Кішка народжує від одного до трьох кошенят. Дітонародження, що відбувались в неволі не показали жодної вказівки на сезонний пік народження. Народжене в зоопарку Цинциннаті маля важило 132 грами. Середня тривалість життя становить дев'ять років, але деякі особини прожили більше 16 років.

## Загрози та охорона
Втрата середовища проживання (перетворення в сільськогосподарські орні землі) і деградація (шляхом випасу худоби) вважається серйозною загрозою для цього виду у більшій частині ареалу. Загрозою також є вбивство для захисту птахівництва і полювання для традиційних культурних цілей у високих Андах. Є втрати L. colocolo на дорогах.
Не дивлячись на факт, що шкури колоколо не мають жодного комерційного значення, значне число шкур, як відомо, було присутнє в обороті міжнародної торгівлі хутром. Між 1976 і 1979 7,8239 зразків на суму $1,8 мільйона, як повідомлялось, експортували з Буенос-Айреса, Аргентина. Число шкур в торгівлі різко зменшилося у 1980-х, скоротившись до 361 в 1983 і до нуля в 1984. Це різке зниження збігається з підсиленням законодавства, що забороняє полювання, торгівлю, і комерційний експорт в Аргентині..
До Червоного списку Міжнародного союзу охорони природи (МСОП) колоколо занесений як вид, що близький до загрозливого стану, тому що майбутні зниження чисельності популяцій в результаті перетворення середовища існування можуть призвести до його кваліфікації як вразливого виду. Вид включений в Додаток II СІТЕС. Вид охороняється національним законодавством на більшій частині свого ареалу. Полюванням заборонене в Аргентині, Болівії, Чилі та Парагваю, правила полювання встановлені в Перу. Живе в багатьох захищених територіях (13 в Аргентині, Pereira et al. 2002).